# السماء الدنيا
السماء الدنيا ذُكرت في مواضع عدّة في القرآن الكريم كذلك في الأحاديث النبوية الواردة عن النبي محمد.
السماء لغةً: ما يقابلُ الأرض، وهي الفلك، والسَّماءُ من كل شيءٍ: أَعْلاه. وفي التنزيل العزيز: ﴿يُرْسِلِ السَّمَاءَ عَلَيْكُمْ مِدْرَارًا﴾ [هود:52]. كل ما علاك فهو سماء. والدُّنْيا لغة: الدُّنْيا - دُنْيا: والجمع: دُنّى وهي الحياةُ الحاضرة. ويقال: هو يعيش في دنيا الأحلام، ودنيا السرور.وشاع مثل هذا الاستعمال.المعجم الوسيط
نجد أن مجمل السماوات سبع ﴿فَقَضَاهُنَّ سَبْعَ سَمَاوَاتٍ﴾ [فصلت:12].
- السَّماءُ الدُّنْيا نجد إنَّ الله عزَّ وجلَّ بعد أن وصف السماء بأنها بناء، وأنها سقف مرفوع أكمل الصورة، فجعل لهذا السقف مصابيح، فقال: {وزينا السماء الدنيا بمصابيح}، وصرَّح بأنَّ هذه المصابيح هي الكواكب. {بزينة الكواكب}.[2]

## ذكر السماء الدنيا في القرآن الكريم
- قال تعالى في القرآن: ﴿إِنَّا زَيَّنَّا السَّمَاءَ الدُّنْيَا بِزِينَةٍ الْكَوَاكِبِ ۝٦﴾ [الصافات:6]
- قال تعالى في القرآن: ﴿فَقَضَاهُنَّ سَبْعَ سَمَاوَاتٍ فِي يَوْمَيْنِ وَأَوْحَى فِي كُلِّ سَمَاءٍ أَمْرَهَا وَزَيَّنَّا السَّمَاءَ الدُّنْيَا بِمَصَابِيحَ وَحِفْظًا ذَلِكَ تَقْدِيرُ الْعَزِيزِ الْعَلِيمِ ۝١٢﴾ [فصلت:12]
- قال تعالى في القرآن: ﴿وَلَقَدْ زَيَّنَّا السَّمَاءَ الدُّنْيَا بِمَصَابِيحَ وَجَعَلْنَاهَا رُجُومًا لِلشَّيَاطِينِ وَأَعْتَدْنَا لَهُمْ عَذَابَ السَّعِيرِ ۝٥﴾ [الملك:5][3]

## نزول القرآن الكريم إلى السماء الدنيا
- رواه النسائي في سننه والحاكم في مستدركه وابن أبي شيبة في مصنفه والبيهقي في الأسماء والصفات من طريق حسان بن حريث عن سعيد بن جبير عن ابن عباس رضي الله عنهما قال: فصل القرآن من الذكر فوضع في بيت العزة من السماء الدنيا فجعل جبريل ينزل به على الرسول ﷺ. صححه الحاكم ووافقه الذهبي.
- وذكر السيوطي في الإتقان قال وأخرج الطبراني والبزار عن ابن عباس قال: أنزل القرآن جملة واحدة حتى وضع في بيت العزة في السماء الدنيا ونزله جبريل على محمد رسول الله ﷺ. وأخرج ابن أبي شيبة من وجه آخر عنه قال: دفع إلى جبريل في ليلة القدر جملة واحدة فوضعه في بيت العزة ثم جعل ينزله تنزيلا.

قال السيوطي: واختلف في كيفية إنزاله من اللوح المحفوظ على ثلاثة أقوال:
- القول الأول وهو الأصح والأشهر أنه نزل إلى سماء الدنيا[ ؟ ] ليلة القدر جملة واحدة.
- والقول الثاني أنه نزل إلى السماء الدنيا في عشرين ليلة قدر أو ثلاث وعشرين أو خمس وعشرين في كل ليلة ما يقدر الله إنزاله في كل السنة.
- والقول الثالث أنه ابتدئ إنزاله في ليلة القدر ثم نزل بعد ذلك منجما في أوقات مختلفة.
- قال ابن حجر: والأول هو الصحيح المعتمد. وذكر السيوطي عن الماوردي قولا
- رابعاً: وهو أنه نزل من اللوح المحفوظ جملة واحدة، وأن الحفظة نجمته على جبريل في عشرين ليلة، وأن جبريل نجمه على النبي ﷺ في عشرين سنة. قال: وهذا غريب
- ثم قال السيوطي: قلت هذا الذي حكاه الماوردي أخرجه ابن أبي حاتم من طريق الضحاك عن ابن عباس قال: نزل القرآن جملة واحدة من عند الله من اللوح المحفوظ إلى السفرة الكرام الكاتبين في السماء الدنيا، فنجمته السفرة إلى جبريل في عشرين ليلة، ونجمه جبريل على النبي ﷺ في عشرين سنة.
- وأقرب تلك الأقوال إلى الصحة وأقواها هو القول الأول، قال ابن كثير: نقله القرطبي عن مقاتل بن حيان، وحكى الإجماع على أنه نزل جملة واحدة من اللوح المحفوظ إلى بيت العزة في السماء الدنيا. هذا هو مجمل ما اطلعنا عليه مما ذكر في كيفية نزول القرآن إلى السماء الدنيا.[4]

## مفهوم السماء في القران حسب العلم الحديث
فمعنى السماء قد تكرر في القران في مواضع عدة فمرة يتكرر بصيغة الجمع (سموات) ومرة يتكرر بصيغة المفرد (سماء) ونلاحظ ان القران حين يتحدث بصيغة الجمع ويورد كلمة (سموات) انه يقصد مجموع الكون الذي نعيش فيه بالإضافة إلى السموات الست الأخرى التي لم يصل لها العلم لحد الساعة فمثلا حينما تكلم القران عن تزيين السماء بالنجوم فانه قصد السماء الدنيا فقط قال تعالى (وزينا السماء الدنيا بمصابيح) وهذا يدل على ان السماء الدنيا يمكن اعتبارها هي الكون المرئي المرصود لحد الساعة بالعلم الحديث.فكما نعلم فان النجوم توجد على نطاق الكون الذي تم اكتشافه والذي يبلغ قطره حوالي 13 مليار سنة ضوئية.

قال تعالى في القرآن:  إِنَّا زَيَّنَّا السَّمَاءَ الدُّنْيَا بِزِينَةٍ الْكَوَاكِبِ  وَحِفْظًا مِنْ كُلِّ شَيْطَانٍ مَارِدٍ  لَا يَسَّمَّعُونَ إِلَى الْمَلَإِ الْأَعْلَى وَيُقْذَفُونَ مِنْ كُلِّ جَانِبٍ  دُحُورًا وَلَهُمْ عَذَابٌ وَاصِبٌ  إِلَّا مَنْ خَطِفَ الْخَطْفَةَ فَأَتْبَعَهُ شِهَابٌ ثَاقِبٌ   - سورة الصافات.
يخبر تعالى أنه زين السماء الدنيا للناظرين إليها من أهل الأرض (بزينة الكواكب)، قرئ بالإضافة وبالبدل، وكلاهما بمعنى واحد، فالكواكب السيارة والثوابت يثقب ضوءها جرم السماء الشفاف، فتضيء لأهل الأرض، كما قال تعالى: 
 وَلَقَدْ زَيَّنَّا السَّمَاءَ الدُّنْيَا بِمَصَابِيحَ وَجَعَلْنَاهَا رُجُومًا لِلشَّيَاطِينِ وَأَعْتَدْنَا لَهُمْ عَذَابَ السَّعِيرِ   - سورة الملك. وقال:  وَلَقَدْ جَعَلْنَا فِي السَّمَاءِ بُرُوجًا وَزَيَّنَّاهَا لِلنَّاظِرِينَ  وَحَفِظْنَاهَا مِنْ كُلِّ شَيْطَانٍ رَجِيمٍ  إِلَّا مَنِ اسْتَرَقَ السَّمْعَ فَأَتْبَعَهُ شِهَابٌ مُبِينٌ   - سورة الحجر.
وقوله ها هنا: (وحفظا) تقديره: وحفظناها حفظا، (من كل شيطان مارد) يعني: المتمرد العاتي إذا أراد أن يسترق السمع، أتاه شهاب ثاقب فأحرقه، ولهذا قال: (لا يسمعون إلى الملإ الأعلى) أي: لئلا يصلوا إلى الملأ الأعلى، وهي السماوات ومن فيها من الملائكة، إذا تكلموا بما يوحيه الله مما يقوله من شرعه وقدره، كما تقدم بيان ذلك في الأحاديث التي أوردناها عند

## مقالات ذات صلة
- القرآن الكريم
- الإسلام
- أركان الإسلام
- توحيد[ ؟ ]
- محمد بن عبد الله
- دراسات إسلامية

## وصلات خارجية
- الفتاوى الإسلامية.
- دليل المواقع الإسلامية المتكامل.
- الشبكة الإسلامية.
- موقع الإسلام موقع متعدد اللغات.
- الموسوعة الحديثية الإلكترونية